# Stor-Svarttjärnen, Norrbotten
Stor-Svarttjärnen är en sjö i Piteå kommun i Norrbotten och ingår i Alterälvens huvudavrinningsområde.